# Creu de Sant Joan (Vilanova i la Geltrú)
La Creu de Sant Joan és una obra de Vilanova i la Geltrú (Garraf) protegida com a Bé Cultural d'Interès Local.

## Descripció
Creu d'entrada de poble composta per una base de dos graons, el primer de planta octogonal i el segon circular, un fust llis, un capitell -tots dos de secció octogonal- i la creu pròpiament dita com a coronament. El capitell està dividit en vuit capelles amb sis sants desdibuixats i dos escuts amb les barres d'Aragó. La creu té a una banda el Crist crucificat i a l'altra la Verge amb Jesús Infant-
El capitell i la creu són de pedra de Vilafranca. El fust és de pedra de Montjuïc.

## Història
La creu és del segle xvi i és la més antiga i completa de les creus de terme de Vilanova i la Geltrú, ja que fins i tot el fust és original. L'any 1944 es restableix al seu lloc habitual sota la direcció del Centre d'Estudis de la Biblioteca-Museu Víctor Balaguer, per acord de l'Ajuntament, després que el 1934 foren recollides i emmagatzemades.